# Oleg Shein
Olég Vasílievich Shéin (en ruso: Оле́г Васи́льевич Ше́ин;  Astracán, RSFSR, 21 de marzo de 1972) es un activista sindical, social y político ruso. Fue diputado de izquierda de la Duma Estatal donde ha ocupado escaño curante la III, IV, V, VI y VII legislaturas. 
Se unió a la VI legislatura de la Duma en abril de 2016, habiendo sido diputado de la Duma del oblast de Astracán entre 2011 y 2016.  Fue Vicepresidente de la Confederación del Trabajo de Rusia y Copresidente de la Unión de ciudadanos. 
En 2012 formó parte del Consejo de Coordinación de la Oposición Rusa.
Shein es autor de varios libros de historia.

## Vida personal
Shein estuvo casado con la socióloga francesa Carine Clément entre 2002 y 2009. 